# Erjon Bogdani
Erjon Bogdani (Tirana, 14. travnja 1977.) je albanski nogometni trener, bivši nogometaš i bivši nacionalni reprezentativac. Bogdani je igrao na poziciji napadača. Trenutačno radi kao pomoćni trener u albanskoj nogometnoj reprezentaciji.

## Karijera

### Igračka karijera

#### Partizani Tirana, Genclerbirligi i Zagreb
Bogdani je nogomet počeo igrati u omladinskoj školi tiranskog Partizanija. U dobi od deset godina otkrili su ga skauti kluba kada je na jednom školskom natjecanju zabio 11 golova u četiri utakmice. Igrač je u Partizaniju igrao u svim dobnim skupinama sve do 1994. kada prelazi u seniorski sastav.
Igrač je s klubom 1997. osvojio albanski kup te je odličnim igrama privukao interes stranih klubova. U konačnici je prešao u turski Gençlerbirliği gdje se kratko zadržao.
Nakon toga Bogdani prelazi u Zagreb gdje je igrao sezonu i pol te je transferiran u talijansku Regginu.

#### Reggina i posudbe
U siječnju 2000. Erjon Bogdani prelazi u Regginu gdje je debitirao već 6. veljače u utakmici Serie A protiv Bologne. Igrač je nastupao za klub tri sezone dok je posljednje dvije sezone bio na posudbi u Salernitani (2003./04.) i Hellas Veroni (2004./05.). Kao igrač Verone, Bogdani je bio najbolji strijelac kluba koji je nastupao u Serie B. Igrač je tada zabio 17 golova čime je po učinkovitosti bio četvrti strijalac lige.

#### Siena, Chievo Verona, Livorno
U ljeto 2005. Bogadanija kupuje Siena čime se igrač vraća u Serie A. Za klub je igrao sezonu i pol prije nego što se u siječnju 2007. vraća u Veronu, ovaj puta u redove gradskog rivala Chieva. Za veronski klub je debitirao 14. siječnja 2007. u utakmici protiv Catanije. Igrač je te sezone za klub odigrao 19 utakmica te je zabio pet golova ali je klub svejedno ispao u Serie B. Međutim, igrač sljedeću sezonu (2007./08.) nije proveo u nižem rangu nego na posudbi u prvoligašu Livornu. Međutim, Erjon Bogdani tu sezonu neće pamtiti po dobrome jer je i taj klub ispao u Serie B.
Nakon ispadanja, Bogdani se vraća u Chievo Veronu gdje je igrao još dvije sezone prije nego što je prodan u Cesenu.

#### Cesena
Početkom sezone 2010./11. Bogdani postaje igrač Cesene te debitira za klub 28. kolovoza 2010. protiv AS Rome (0:0). Erjon Bogdani je prvi gol za klub postigao protiv AC Milana te je asistirao za drugi gol za konačnih 2:0. Također, Bogdani je u dresu Cesene šest puta bio proglašavan igračem utakmice dok je 2010. četiri puta uvršten u momčad tjedna Serie A.

#### Povratak u Sienu
U zimskom prijelaznom roku sezone 2011./12. Bogdani posljednjeg dana roka napušta Cesenu te ponovo postaje igrač Siene s kojom potpisuje dvogodišnji ugovor.

### Reprezentativna akrijera
Bogdani je 1999. debitirao za albansku reprezentaciju za koju je do danas skupio 74 nastupa i zabio 18 golova. Po broju golova, igrač je reprezentativni rekorder. Također, Bogdani je zabijao jakim reprezentacijama kao što su Francuska, Portugal i Danska.

## Osvojeni trofeji

### Klupski trofeji
| Klub             | Trofej       | Godina   |
| Albanija         | Albanija     | Albanija |
| ---------------- | ------------ | -------- |
| Partizani Tirana | Albanski kup | 1997.    |
| Italija          |              |          |
| Reggina          | Serie B      | 1997.    |

## Vanjske poveznice
- Profil igrača na National Football Teams.com
- Statistika ograča na Soccerway.com